# 2123-as mellékút (Magyarország)
A 2123-as számú mellékút egy körülbelül 24,5 kilométeres hosszúságú, négy számjegyű mellékút Nógrád vármegyében, a Cserhát hegységben.

## Nyomvonala
Mohora északkeleti részén ágazik ki a 2108-as útból, méterekre annak 10. kilométerétől, délkeleti irányban. 2,6 kilométer megtétele előtt éri el Cserháthaláp első házait, ott beletorkollik a 2125-ös út, annak 2,5 kilométerénél. Három és fél kilométer után kiágazik belőle délkelet felé a 2124-es út. Ezután átlép Cserhátsurány területére, a település központját a 7. kilométerénél éri el. A következő települése Herencsény, ennek központja kevéssel a 11. kilométere előtt található.
A folytatásban hosszú külterületi szakasza következik, közben a Balassagyarmati járásból átlép a Pásztói járásba. A 19+500-as kilométerszelvénye közelében kiágazik belőle, Kutasó település lakatlan külterületén, nyugati irányban a 21 147-es út, amely e község belterülete illetve Bokor felé vezet. Nem sokkal arrébb keresztezi a Szuha-patakot, majd beér Cserhátszentivánra, ahol több más, kisebb vízfolyást is keresztez. A falu központját a 22. kilométernél éri el, majd északnak fordul. Alsótold következik, amit nem sokkal a 24. kilométere előtt ér el, végül a település belterületén, 24,5 kilométere után beletorkollik a 2122-es útba, majdnem pontosan annak 19. kilométerénél.
A mellékút kiemelten fontos útja Nógrád vármegyének, mivel két város, Balassagyarmat és Pásztó térségét köti össze, más lehetőségeknél rövidebb útvonalon.

## Története
Cserháthaláp és Alsótold közti szakaszát 1934-ben a kereskedelem- és közlekedésügyi miniszter 70 846/1934. számú rendelete harmadrendű főúttá nyilvánította, a mai 2118-as és 2125-ös úttal együtt, az ily módon Kétbodony és Alsótold között húzódó 207-es főút részeként (bár a Kutasó-Alsótold közti szakasza a rendelet alapján készült, azt illusztráló, 1937-es úthálózati térkép alapján akkorra még nem épült ki). Egy dátum nélküli, feltehetőleg 1950 körül készült térkép már csak mellékútként tünteti fel.

## Települések az út mentén
- Mohora
- Cserháthaláp
- Cserhátsurány
- Herencsény
- (Kutasó)
- Cserhátszentiván
- Alsótold